# Trčova
Trčova – wieś w Słowenii, w gminie miejskiej Maribor. W 2018 roku liczyła 693 mieszkańców. 